# پایی که جا ماند
پایی که جا ماند ،کتابی است به نویسندگی سید ناصر حسینی‌پور که وی آن را به یک گروهبان عراقی به نام ولید فرحان (سرنگهبان اردوگاه ۱۶ تکریت که در زمان اسارت او را مورد شکنجه و آزار شدیدی قرار داده بود)، تقدیم کرده‌است. این کتاب دارای ۱۵ فصل است و پایان کتاب به اسناد و عکس‌ها و فهرست اعلام اختصاص دارد. این کتاب یک اثر بازداشتگاهی و یا همان ادبیات بدون مرز است که تاکنون به شش زبان زنده (انگلیسی، عربی عراقی و لبنانی، اسپانیولی، اردو، استانبولی و فرانسوی) ترجمه شده است. این کتاب توسط اسماعیل بندی به زبان ترکی استانبولی توسط ایمان صالح به زبان عربی و توسط پاول اسپراکمن به زبان انگلیسی ترجمه شده است.

## نویسنده
سید ناصر حسینی‌پور (متولد مهر ۱۳۵۰) نویسنده، کارشناس ادبیات مقاومت و یک دیپلمات فرهنگی است که برای اثرش پایی که جا ماند شهرت فراگیر یافت؛ او مسئول «میز ادبیات مقاومت» بخش «جنگ نرم» در دبیرخانهٔ شورای عالی امنیت ملی جمهوری اسلامی ایران است. او به زعم خود مایل بود که با نگارش این کتاب، جنایات جنگی نیروهای عراقی در زندان‌های مخفی عراق در جنگ ایران و عراق را ثبت کند.

## ثبت خاطرات دوران اسارت
سید ناصر در سن چهارده سالگی به جبهه می‌رود و شانزده سالگی، در حالی که دیده‌بان جزیره مجنون و نیروی گشتی و شناسایی واحد اطلاعات و عملیات تیپ ۴۸ فتح از استان کهگلویه و بویراحمد بود، در جزیره مجنون به اسارت عراقی‌ها درمی‌آید؛ این دیده‌بان جزیره مجنون زمانی که به اسارت نیروهای عراقی درمی‌آید، پای راستش قطع می‌شود. او در سپاه سوم عراق در شهر المیمونه از توابع استان میسان عراق هویتش برملا می‌شود و از آن زمان شکنجه‌ها و آزارها آغاز می‌شوند. 
حسینی معتقد بود در اسارت هم می‌توان دیده‌بان بود، لذا با پنهان کاری و سعی در رعایت اصول اطلاعاتی، به‌طور پنهانی کدها و رمزهایی از خاطراتش را روی کاغذ می‌آورده و در لوله عصایش پنهان می‌کرد. هنگام آزادی، این رمز نوشته‌ها را که معروف است به «تقلب‌های زندان» در ۲۳ صفحه کوچک به صورت بسیار فشرده در لای بانداژ پای قطع شده‌اش به ایران می‌آورد. و سپس کتاب پایی که جا ماند به عنوان یک اثر سرشناس شکل می‌گیرد.
روایت او از زندان تکریت و زندان الرشید بغداد تنها یادداشت روزانه ادبیات بازداشتگاهی به شمار می‌آید.

## تجدید چاپ
کتاب بعد از شش ماه به چاپ بیست و یکم رسید. و نهایتأ با گذشت ۶ سال از چاپ شصت و هفتم گذشت.

## دیدگاه دیگران نسبت به کتاب
- سید علی خامنه‌ای رهبر جمهوری اسلامی پس از مطالعه این کتاب در تقریظی بر این کتاب نوشته‌ است: «تاکنون هیچ کتابی نخوانده و هیچ سخنی نشنیده‌ام که صحنه‌های اسارت مردان ما در چنگال نامردمان بعثی عراق را، آن چنان‌که در این کتاب است به تصویر کشیده باشد. این یک روایت استثنایی از حوادث تکان دهنده‌ای است که از سویی صبر و پایداری و عظمت روحی جوانمردان ما را، و از سویی دیگر پستی و خباثت و قساوت نظامیان و گماشتگان صدام را، جزء به جزء و کلمه به کلمه در برابر چشم و دل خواننده می‌گذارد و او را مبهوت می‌کند. احساس خواننده از یک سو شگفتی و تحسین و احساس عزت است، و از سویی دیگر: غم و خشم و نفرت.   کارهای لازم:  ترجمه سلیس به زبانهای عربی و انگلیسی.  درود و سلام به خانوادۀ مجاهد و مقاوم حسینی.   سیدعلی خامنه ای  ۲ شهریور ۱۳۹۱[۱۲]
- حسن بهشتی پور مدیرسابق شبکه العالم:روایتی روزنگار از دوران اسارت را به خوانندگان فارسی‌زبان اهدا کرده‌است که مخاطبان با مفهوم واقعی «آزادگی در بند» آشنا می‌شوند.[۱۳]

## جوایز
در سال ۱۳۹۱ این کتاب به عنوان کتاب سال دفاع مقدس انتخاب شد.